# Величківська ЗОШ I-II ступенів
Величківська гімназія — загальноосвітній навчальний заклад I—II ступенів, розташований у с. Лазірки, Лубенського району Полтавської області.

## Загальні дані
Адреса розташування: 37710, Полтавська область, Лубенський район, с. Лазірки, вул. Панаса Мирного, 21
У навчальному закладі навчаються 69 учнів.
Педагогічний колектив школи — 15 учителів.
Директор навчального закладу — Вітренко Олена Михайлівна.

## Історія
Величківська гімназія розташована в мальовничому куточку села Лазірки. У 1940-х роках школа була шестирічною. З роками перетворилася на семирічку, а згодом відкриті восьмий та дев'ятий класи[джерело?]. Старе приміщення не збереглося.
У 1968 році побудоване нове одноповерхове приміщення школи, в якому і понині навчаються діти. На її території висаджено парк, фруктовий сад.
Сучасний педагогічний колектив налічує 15 учителів. У школі навчаються 69 учнів.
Серед випускників школи — український поет-шістдесятник Підпалий Володимир Олексійович. На його пошану на фасаді школи встановлена меморіальна таблиця.

## Директори школи
- Копотун Віра Максимівна;
- Пікало Микола Денисович;
- Цебро Григорій Дмитрович;
- Борщ Олексій Миколайович;
- Шарамко Василь Борисович;
- Мацюк Оксана Петрівна.

## Відомі випускники
- Варв'янський Станіслав Михайлович — український науковець, доктор філософських наук, професор кафедри філософії та політології Вищого навчального закладу Укркоопспілки «Полтавський університет економіки і торгівлі».
- Копотун Іван Афанасійович (1934—2010) — український науковець, почесний професор Полтавського державного аграрного університету. Колишній Начальник Полтавського обласного інформаційно-обчислювального центру[1].
- Ламах Данило Микитович — заслужений будівельник УРСР.
- Підпалий Володимир Олексійович — український поет-шістдесятник, прозаїк, перекладач.